# Microleptes rectangulus
Microleptes rectangulus är en stekelart som först beskrevs av Thomson 1888.  Microleptes rectangulus ingår i släktet Microleptes och familjen brokparasitsteklar. Enligt den finländska rödlistan är arten starkt hotad i Finland. Arten är reproducerande i Sverige. Inga underarter finns listade i Catalogue of Life.